# Освін (король Дейри)
Освін (давн-англ. ÞOswine, Oswin, Osuine; ? —20 серпня 651) — король Дейри у 644—651 роках.

## Життєпис
Походив з династії Іффінгів. Син Осріка, короля Дейри. Про народження нічого невідомо. У 634 році після загибелі батька Освін втік до Вессексу, де провів дитинство, здобув освіту під орудою короля Кінегільса.
До Дейри Освін повернувся в 642 або 644 році після загибелі Освальда. За однією версією знать Дейри обрала його своїм королем. За іншою версією Освіу, який займав більш високе положення, сам передав йому Дейру в правління. Освін був щедрий по відношенню як до знаті, так і до простолюду, приємний у спілкуванні і тримався з королівською гідністю.
Перший час Освін зберігав мирні стосунки з Освіу, який був королем Берніції. З часом між ними почали виникати сварки внаслідок бажання Освіна відродити єпископство в Еофевріку та перетягнути на свій бік Айдена Ліндісфарнського. Проти Освіна розпочав війну берніційський король. Два ворожих війська зійшлися біля гори Вілфар. Освін, усвідомлюючи перевагу противника, розпустив своє невелике військо, а сам сховався в елдормена Хунвальда, якому незадовго до цього передав маєток Джіллінгем. Проте Хунвальд видав короля людям Освіу, і воєначальник Освіум — Етельвін — стратив бранця у Гіллінгу. Владу над Дейрою було передано небіжу Освіу — Етельвальду.
За доброту і смирення його було зараховано до лику святих. Рештки Освіна були поховані в Тайнмуті. Частина мощей вціліла і зберігалася в Даремі до розпуску монастирів Генріхом VIII, королем Англії.